# Jean-Louis Blanc
Jean-Louis Blanc est un homme politique français né à Embrun (Hautes-Alpes) le 10 juin 1751 et mort à Paris le 17 mars 1802.

## Carrière politique
Jean-Louis Blanc a été député des Hautes-Alpes du 30 avril 1799 au 26 décembre 1799 au Conseil des Cinq-Cents, puis membre du Corps législatif, jusqu'à sa mort en 1802.